# Beautiful (chanson de Christina Aguilera)
Pour les articles homonymes, voir Beautiful.
Singles de Christina Aguilera
Dirrty Fighter
Beautiful est le second single issu de l'album Stripped de la chanteuse américaine Christina Aguilera. C'est une ballade écrite et produite par Linda Perry.
En 2004, elle gagne le Grammy Award de la Meilleure prestation pop vocale féminine (Best Female Pop Vocal Performance). En 2008, Christina enregistre une nouvelle version: You Are What You Are (Beautiful 2) qui est disponible sur son Best-Of Keeps Gettin' Better: A Decade of Hits.
Beautiful a été élue chanson au message le plus porteur, la chanson a beaucoup touché et aidé la communauté LGBT+ (Lesbienne, Gay, Bisexuelle, Transgenre). L’association Stonewall (qui lutte pour l’égalité sexuelle) a en effet interrogé 1 000 personnes de la communauté.
La vidéo Beautiful réalisée par Jonas Akerlund a reçu beaucoup d'attentions et d'éloges, comme elle touche plusieurs sujets : l'anorexie mentale, l'homosexualité, la transidentité, l'intimidation, le respect de soi.
Simon Cowell a noté que Beautiful est « une des meilleures chansons pop jamais écrites ». En 2012, Beautiful est élue « Meilleure Chanson Pop » de ces 20 dernières années.

## L'histoire
Linda Perry compositrice de la chanson, la considère comme vraiment personnelle. Elle rencontre Christina Aguilera, lui fait écouter le morceau. Christina Aguilera se confie à Linda Perry sur les difficultés qu'elle a rencontrées à plusieurs moments de sa vie, Linda arrive à convaincre la chanteuse d'accepter cette chanson. Christina Aguilera enregistre la chanson, Linda Perry lui demandant de ne faire qu'une seule prise.
La chanson rencontre un grand succès mondial, elle se classe no 1 dans de nombreux pays. La chanteuse reprend la chanson notamment sur ses deux tournées mondiales : Stripped World Tour et Back to Basics Tour.

## Critiques
Les critiques ont été généralement positives. Pour Entertainment Weekly c'est la meilleure chanson issue de l'album  Stripped. Stylus Magazine la décrit comme une ballade typique. Amanda Murray de Sputnikmusic a donné à la chanson une critique mitigée, concernant les paroles qu'elle juge trop banales, mais saluant l'arrangement des musiques. Linda Perry a reçu une récompense pour Beautiful de Musicnotes, écrivant que « c'est une chanson classique avec un message universel ». Bill Aicher, directeur et créateur de cette société, pense que Beautiful est plus qu'une simple chanson en disant que les auditeurs lui donne une grande place.

## Détails
RCA Records lance avec l'accord de Christina et de Linda Perry le Lead single Beautiful comme deuxième extrait de l'album Stripped, après le Up Tempo Dirrty. Beautiful connait un grand succès mondial, il se classe no 2 au Billboard Hot 100, reste classé pendant 27 semaines dans les charts américains et se classe aussi deuxième en Europe (Eurochart Hot 100). Le single se classe no 1 en Nouvelle-Zélande, en Irlande, en U.K., en Roumanie, en Australie et au Canada, troisième en Suède, 4e en Allemagne pendant 11 semaines et cinquième en Norvège. La chanson reste classée pendant 42 semaines en Argentine no 1 du Top 100 Airplay.
Le single est certifié disque de platine en Australie avec plus de 70 000 exemplaires certifiés, disque d'or en Nouvelle-Zélande et aussi disque d'or aux États-Unis avec 500 000 exemplaires certifiés.
En 2004, elle gagne le Grammy Award de la meilleure prestation vocale pop féminine et elle reçoit une nomination dans la catégorie chanson de l'année qu'elle ne remportera pas. Christina remporte le prix de la vidéo féminine la plus populaire de l'année pour Beautiful au Channel [V] Thailand Music Video Awards. En 2004, Christina gagne 2 Rolling Stone Music Awards pour la meilleure vidéo de l'année et la meilleure chanson de l'année.
Beautiful est son plus grand succès radio aux États-Unis avec 6 Billion d'audience.[pas clair]
Le single s'est écoulé à plus de 4,6 millions de copies soit un des singles les plus vendus dans le monde en 2003.

## Clip vidéo
Le directeur de la vidéo est Jonas Akerlund. Christina fait passer un message pour la différence et l'acceptation de soi. Le clip montre, deux hommes s’embrasser en public, une fille anorexique, un jeune homme qui rêve de devenir musclé, un gothique qui dérange des personnes dans un bus, une fille complexée de ne pas ressembler aux filles qui font les couvertures des magazines, une femme trans voulant s'affirmer en tant que femme, une adolescente battue par d'autres filles.
La vidéo est un vrai succès dans les charts programmes. Elle débute sur MTV Total Request Live le 9 décembre 2002.

## Récompenses
| Années | Cérémonies                              | récompenses                              | Résultats |
| ------ | --------------------------------------- | ---------------------------------------- | --------- |
| 2003   | MTV Europe Music Awards                 | Meilleure Chanson                        | Nommé     |
| 2003   | Channel [V] Thailand Music Video Awards | Vidéo Féminine la plus Populaire         | Gagné     |
| 2003   | Teen.com Award                          | Meilleure Chanson d'une Artiste Féminine | Gagné     |
| 2004   | Grammy Awards                           | Chanson de l'Année                       | Nommé     |
| 2004   | Grammy Awards                           | Meilleure prestation vocale pop féminine | Gagné     |
| 2004   | Grammy Awards                           | Meilleur remix                           | Nommé     |
| 2004   | Groovevolt Music & Fashion Awards       | Chanson de l'Année                       | Gagné     |
| 2004   | Groovevolt Music & Fashion Awards       | Vidéo de l'Année                         | Gagné     |
| 2004   | ASCAP Pop Music Awards                  | Meilleure Chanson                        | Gagné     |
| 2004   | HX Awards                               | Chanson Dance de l'Année                 | Gagné     |

## Prestation vocale en direct

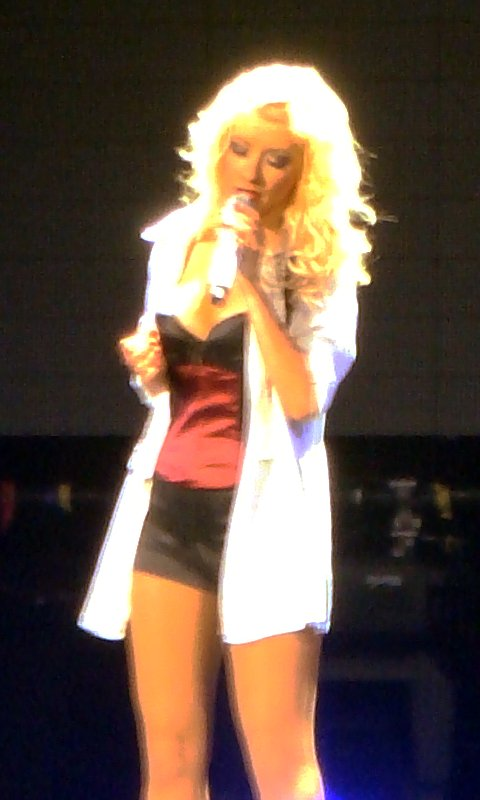
Performance Beautiful extrait du concert Back to Basics Tour

- 2002 : Sessions AOL, Today Show, MTV Connexion
- 2003 : David Letterman, Ellen DeGeneres, Wetten Dass, Stripped World Tour, Hit Machine (France)
- 2004 : Grammy Awards, Ophrah Winfrey Show, Follement Gay (France)
- 2006 : Good Morning America, Back to Basics Tour
- 2007 : Back to Basics Tour
- 2008 : CNN Heroes Tribute
- 2010 : X Factor, Dancing With The Stars
- 2011 : The Voice (feat. Beverly McClellan)

## Couvertures, reprises
- Beautiful a été parodié par Bob Ricci et MADtv (Christina Moore).
- Elle a été reprise par le groupe français L5, sur leur album Le Live, enregistré durant leur tournée en 2003.
- Les guitaristes Richard Fortus et Robin Finck de Guns N'Roses ont repris Beautiful en version instrumentale lors de leurs concerts en 2006.
- La chanson est reprise en 2009 par The Lemonheads dans leur album Varshons.
- Beautiful a été utilisée au début de l'épisode 2 de la saison 2 de Dr House. D'ailleurs, l'épisode finit sur un réarrangement de cette musique par Elvis Costello.

## Titres du single
1. Beautiful
2. Dame Lo Que Yo Te Doy (Get Mine, Get yours - Version Espagnol)
3. Beautiful (Vidéo)
4. Dirrty (Vidéo)

## Crédits et personnels
- Voix : Christina Aguilera
- Producteur : Linda Perry
- Auteur : Linda Perry
- Guitare basse : Linda Perry
- Piano : Linda Perry
- Violon : Richard Dodd
- Violon : Eric Gorfain
- Piano numérique : Damon Fox
- Tambours africains : Brian MacLeod
- Mixage audio : Dave Pensado

## Classement dans les charts
| Pays (2003)                                  | Position  |
| -------------------------------------------- | --------- |
| États-Unis - Billboard Hot 100               | 2         |
| États-Unis - Billboard Pop 100               | 1         |
| États-Unis - Billboard Hot Dance Club Songs  | 1         |
| États-Unis - Billboard Top 40 Mainstream     | 1         |
| États-Unis - Billboard Adult Contemporary    | 1         |
| États-Unis - Billboard ARC Weekly Top 40     | 1         |
| Australie - Australian ARIA Singles Chart    | 1         |
| Autriche - Austrian Singles Chart            | 5         |
| Belgique - Belgian Singles Chart             | 3         |
| Canada - Canadian Singles Chart              | 1         |
| Grèce - Greek Singles Chart                  | 12        |
| Danemark - Danish Singles Chart              | 9         |
| Pays-Bas - Dutch Top 40                      | 3         |
| Europe - Eurochart Hot 100 Singles           | 2         |
| France - French Singles Chart                | 27        |
| Allemagne - German Singles Chart             | 4         |
| Irlande - Irish Singles Chart                | 1         |
| Italie - Italian Singles Chart               | 8         |
| Nouvelle-Zélande - New Zealand Singles Chart | 1         |
| Norvège - Norwegian Singles Chart            | 5         |
| Suède - Swedish Singles Chart                | 3         |
| Hongrie - Hungary Singles Chart              | 6         |
| Suisse - Swiss Singles Chart                 | 7         |
| Taïwan Singles Chart                         | 9         |
| Royaume-Uni - UK Singles Chart               | 1         |
| - United World Chart                         | 1         |
| - Ventes (Singles & Airplay)                 | 4.626.000 |

## Certifications
Australie certification :  Platine
 Nouvelle-Zélande certification :  Or
 États-Unis digital certification :  Or
 certification : 2x  Platine